# El Tuti
El Tuti är en ort i Mexiko.   Den ligger i kommunen Tuzamapan de Galeana och delstaten Puebla, i den sydöstra delen av landet, 180 km öster om huvudstaden Mexico City. El Tuti ligger 277 meter över havet och antalet invånare är 304.
Terrängen runt El Tuti är kuperad. Runt El Tuti är det tätbefolkat, med 383 invånare per kvadratkilometer. Närmaste större samhälle är Olintla, 15,2 km väster om El Tuti. I omgivningarna runt El Tuti växer huvudsakligen savannskog.